# Artstetten-Pöbring
Artstetten-Pöbring är en köpingskommun i Österrike. Den ligger i distriktet Melk iförbundslandet Niederösterreich. Huvudorten Artstetten ligger 85 kilometer väster om huvudstaden Wien. 
Kommunen består av 15 orter (Ortschaften) (inom parentes invånarantal 1 januari 2024):

- Aichau (35)
- Artstetten (590)
- Dölla (56)
- Fritzelsdorf (99)
- Hart (54)
- Hasling (20)
- Lohsdorf (33)
- Nussendorf (140)
- Oberndorf (25)
- Payerstetten (54)
- Pleißing (7)
- Pöbring (47)
- Schwarzau (30)
- Trennegg (23)
- Unterbierbaum (56)